# 挪威华人
挪威華人是居住在挪威的华人，不管其国籍为何。而国籍为挪威的华人则可称为华裔挪威人。
根據官方統計數據顯示，截至2016年有10,487人來自或祖籍为中華人民共和國或中華民國（臺灣）。
根据挪威政府融合与多元部门的统计，截至2018年年底，共有8812名来自大中华地区的移民。